# Paintball
Paintball je igra, prvi puta održana u SAD-u 1981. godine. To je igra u kojoj se sudionici natječu u timu ili samostalno s ciljem izbacivanja jednog ili više protivnika, gađajući i označujući ih kuglicama koje sadrže boju iz paintball markera. Pobjednik je ona strana ili igrač koji prvi postigne cilj ili posljednji ostane u igri. Paintball se može igrati na vanjskim površinama i unutar objekata koji se nazivaju paintball terenima ili poljima. Paintball je korišten u SAD-u, Kanadi i Velikoj Britaniji kao dodatak vojnoj obuci, te u nekim zemljama ponekad kao odgovor na pobune i nerede. 
U zadnjih 20 godina paintball je postao jedan od najzanimljivijih ekstremni sportova koji se igraju u prirodnom okruženju i to u 110 zemalja u svijetu. Procjenjuje se da paintball aktivno igra preko 15 milijuna ljudi u svijetu. Sličan sport je airsoft.

## Oprema
Oprema koja se koristi velikim dijelom ovisi o vrsti igre, odnosno konfiguraciji terena (šumski tereni, urbani tereni, objekti, itd.)
Osnovna oprema koja je potrebna za sudjelovanje u ovoj igri uključuje: 
- Masku ili paintball naočale za zaštitu
- Paintball marker za označavanje protivnika
- Streljivo odnosno, kuglice s bojom (eng. paintballs)

## Prednosti igranja
Igra je bazirana na adrenalinu i zabavi među igračima. Iako nisu izrađene nikakve opsežnije studije pretpostavlja se kako je igra korisna za poboljšanje kondicije jer uključuje stalan pokret. Također, uči sudionike timskom radu, gradi im samopouzdanje i razvija samoinicijativu kod pojedinaca. Za ključ uspjeha u igri je najviše bitna inteligencija i timski rad. Snaga je samo dijelom bitna, uz dobro taktiziranje i odlučnost momčadi. 

## Kako se igra?
Paintball se igra tako da se momčadi podijele u dva tima s jednakim brojem igrača. Preporuka je da to bude minimalno tri igrača po timu, ali može i manje. Na paintball natjecanjima u Hrvatskoj to su timovi od 3 i 5 igrača koji igraju po Millennium pravilniku. Broj igrača također može biti i puno veći, 10, 15, 20,..., 100 kad se igra pretvara u BIG game, ali to ovisi o samoj veličini i tematici terena.

## Paintball u Hrvatskoj
U Hrvatskoj je svoju primjenu paintball većinom našao kao rekreativni šport, te kroz team building programe, jer kod zaposlenika tvrtki potiče timski rad i razvija natjecateljski duh, stavljajući ih sve u jednak položaj bez obzira na poziciju u tvrtki.